# Zuidoost-Aziatisch kampioenschap voetbal 2018

Het logo

De AFF Suzuki Cup 2018 (ook AFF Suzuki Cup 2018) was de 12de editie van het ASEAN voetbalkampioenschap, voor de nationale voetbalploegen van landen aangesloten bij de ASEAN. Vietnam won in de finale van Maleisië en werd daarmee voor de tweede keer winnaar van dit toernooi.
Dit was het eerste toernooi dat werd gespeeld volgens het nieuwe format, dat werd afgesproken in maart 2016, om het aantal toeschouwers te verhogen. Het toernooi werd daarom in verschillende landen afgewerkt. Het toernooi werd gespeeld van 8 november tot en met 15 december 2018. De play-off vond in september 2018 plaats.

## Format
In het nieuwe format zullen de negen hoogst geklasseerde landen zich direct plaatsen voor het eindtoernooi. De 10e en 11e spelen een kwalificatieronde om te bepalen welk landen als tiende mag deelnemen aan het hoofdtoernooi. De kwalificatieronde bestaat uit twee wedstrijden, waarbij elk land een keer thuis speelt. Op het hoofdtoernooi worden de 10 landen verdeeld over twee groepen van vijf landen. In iedere poule speelt ieder land een keer tegen elk ander land. Ieder land mag daarbij twee keer thuis spelen en twee keer een uitwedstrijd. Loting zal dit bepalen. In de uiteindelijke knock-outfase zijn geen veranderingen ten opzicht van het oude systeem. Landen spelen hierin twee keer tegen elkaar, een uit- en thuiswedstrijd.

## Deelnemende landen
| Land                  | Deelname | Beste resultaat                        |
| --------------------- | -------- | -------------------------------------- |
| Cambodja              | 7e       | Groepsfase                             |
| Indonesië             | 12e      | Tweede                                 |
| Laos                  | 11e      | Groepsfase                             |
| Maleisië              | 12e      | Winnaar (2010)                         |
| Myanmar               | 12e      | Vierde                                 |
| Filipijnen            | 11e      | Halve finale                           |
| Oost-Timor (play-off) | 2e       | Groepsfase                             |
| Singapore             | 12e      | Winnaar (1998, 2004, 2007, 2012)       |
| Thailand              | 12e      | Winnaar (1996, 2000, 2002, 2014, 2016) |
| Vietnam               | 12e      | Winnaar (2008)                         |

## Kwalificatie

### Play-off
Voordat het hoofdtoernooi begint zal er eerst een play-off worden gespeeld tussen Brunei en Oost-Timor. Deze zal plaatsvinden in september 2018. De eerste wedstrijd zou gespeeld worden in het Nationaal Stadion van Oost-Timor, in Dili, maar de wedstrijd werd verplaatst naar het Kuala Lumpurstadion vanwege problemen met de verlichting.
|                                                   |                                |     |           |                                                                                       |
| 1 september 2018 «onderlinge duels» 20:00 (UTC+8) | Oost-Timor                     | 3–1 | Brunei    | Kuala Lumpurstadion, Kuala Lumpur (Maleisië) Scheidsrechter: Dmitrii Mashentsev (KGZ) |
| 1 september 2018 «onderlinge duels» 20:00 (UTC+8) | Henrique 28', 32' Garcia 90+1' |     | 57' Azwan | Kuala Lumpurstadion, Kuala Lumpur (Maleisië) Scheidsrechter: Dmitrii Mashentsev (KGZ) |

|                                                   |                  |                  |            |                                                                                         |
| 8 september 2018 «onderlinge duels» 20:15 (UTC+8) | Brunei Najib 75' | 1–0 (2 – 3 agg.) | Oost-Timor | Sultan Hassal Bolkiahstadion, Bandar Seri Begawan Scheidsrechter: Moud Bonyadifar (IRN) |
| 8 september 2018 «onderlinge duels» 20:15 (UTC+8) |                  |                  |            | Sultan Hassal Bolkiahstadion, Bandar Seri Begawan Scheidsrechter: Moud Bonyadifar (IRN) |

Oost-Timor kwalificeert zich voor het hoofdtoernooi.

## Stadions
| Kallang                   | Bacolod                 | Kuala Lumpur                  | Phnom Penh                   |
| ------------------------- | ----------------------- | ----------------------------- | ---------------------------- |
| Nationaal Stadion         | Panaad Park and Stadium | Bukit Jalil Nationaal Stadion | Olympisch Stadion            |
| Capaciteit: 55.000        | Capaciteit: 8.000       | Capaciteit: 87.411            | Capaciteit: 70.000           |
|                           |                         |                               |                              |
| Hanoi                     | Yangon                  | Jakarta                       | Vientiane                    |
| Mỹ Đình Nationaal Stadion | Thuwunnastadion         | Bung Karnostadion             | Nieuw Nationaal Stadion Laos |
| Capaciteit: 40.192        | Capaciteit: 32.000      | Capaciteit: 76.127            | Capaciteit: 25.000           |
|                           |                         |                               |                              |
| Hanoi                     | Kuala Lumpur            | Bangkok                       | Mandalay                     |
| Hàng Đẫystadion           | Kuala Lumpurstadion     | Rajamangalastadion            | Mandalarthiristadion         |
| Capaciteit: 22.500        | Capaciteit: 18.000      | Capaciteit: 49.722            | Capaciteit: 30.000           |
|                           |                         |                               |                              |

## Loting
De loting vond plaats op 2 mei 2018 in Hotel Mulia Senayan, Jakarta. De landen worden verdeeld in twee groepen. Ieder land speelt dan een keer tegen elk ander land in de groep. De indeling van de potten werd in maart 2018 al bekendgemaakt. Het speelschema werd na de loting bekendgemaakt.
| Pot 1            | Pot 2              | Pot 3              | Pot 4              | Pot 5                 |
| ---------------- | ------------------ | ------------------ | ------------------ | --------------------- |
| Thailand Vietnam | Indonesië Maleisië | Filipijnen Myanmar | Singapore Cambodja | Laos Winnaar play-off |

## Groepsfase

### Groep A
| Land     | Gsp | Win | Gel | Ver | DV | DT | +/− | Pnt |
| -------- | --- | --- | --- | --- | -- | -- | --- | --- |
| Vietnam  | 4   | 3   | 1   | 0   | 8  | 0  | +8  | 10  |
| Maleisië | 4   | 3   | 0   | 1   | 7  | 3  | +4  | 9   |
| Myanmar  | 4   | 2   | 1   | 1   | 7  | 5  | +2  | 7   |
| Cambodja | 4   | 1   | 0   | 3   | 4  | 9  | –5  | 3   |
| Laos     | 4   | 0   | 0   | 4   | 3  | 12 | –9  | 0   |

|                               |          |                |          |                                                                                         |
| 8 november 2018 18:30 (UTC+7) | Cambodja | 0–1            | Maleisië | Olympisch Stadion, Phnom Penh Toeschouwers: 34.250 Scheidsrechter: Ahmad A'qashah (SIN) |
| 8 november 2018 18:30 (UTC+7) |          | 30' Norshahrul |          | Olympisch Stadion, Phnom Penh Toeschouwers: 34.250 Scheidsrechter: Ahmad A'qashah (SIN) |

|                               |      |                              |         | |
| 8 november 2018 19:30 (UTC+7) | Laos | 0–3                          | Vietnam | Nieuw Nationaal Stadion Laos, Vientiane Toeschouwers: 15.000 Scheidsrechter: Thoriq Munir Alkatiri (IDN) |
| 8 november 2018 19:30 (UTC+7) |      | 11' Phượng 45+2' Đức 68' Hải |         | Nieuw Nationaal Stadion Laos, Vientiane Toeschouwers: 15.000 Scheidsrechter: Thoriq Munir Alkatiri (IDN) |

|                                |                                  |     |                  | |
| 12 november 2018 20:45 (UTC+8) | Maleisië                         | 3–1 | Laos             | Bukit Jalil Nationaal Stadion, Kuala Lumpur Toeschouwers: 12.127 Scheidsrechter: Sivakorn Pu-udom (THA) |
| 12 november 2018 20:45 (UTC+8) | Zaquan 15' Norshahrul 86', 90+2' |     | 7' Kongmathilath | Bukit Jalil Nationaal Stadion, Kuala Lumpur Toeschouwers: 12.127 Scheidsrechter: Sivakorn Pu-udom (THA) |

|                                   |                                                           |     |               |                                                                                             |
| 12 november 2018 18:00 (UTC+6:30) | Myanmar                                                   | 4–1 | Cambodja      | Mandalarthiristadion, Mandalay Toeschouwers: 26.946 Scheidsrechter: Clifford Daypuyat (PHI) |
| 12 november 2018 18:00 (UTC+6:30) | Hlaing Bo Bo 60', 90+3' Than Htet Aung 70' Sithu Aung 87' |     | 23' Vathanaka | Mandalarthiristadion, Mandalay Toeschouwers: 26.946 Scheidsrechter: Clifford Daypuyat (PHI) |

|                                |             |     |                                                      |                                                                                               |
| 16 november 2018 19:30 (UTC+7) | Laos        | 1–3 | Myanmar                                              | Nieuw Nationaal Stadion Laos, Vientiane Toeschouwers: 1.294 Scheidsrechter: Kim Hee-gon (KOR) |
| 16 november 2018 19:30 (UTC+7) | Innalay 14' |     | 45' Aung Thu 72' Htet Phyoe Wai 85' Maung Maung Lwin | Nieuw Nationaal Stadion Laos, Vientiane Toeschouwers: 1.294 Scheidsrechter: Kim Hee-gon (KOR) |

|                                |                       |     |          |                                                                                              |
| 16 november 2018 19:30 (UTC+7) | Vietnam               | 2–0 | Maleisië | Mỹ Đình Nationaal Stadion, Hanoi Toeschouwers: 40.000 Scheidsrechter: Turki Al-Khudayr (KSA) |
| 16 november 2018 19:30 (UTC+7) | Phượng 11' A. Đức 60' |     |          | Mỹ Đình Nationaal Stadion, Hanoi Toeschouwers: 40.000 Scheidsrechter: Turki Al-Khudayr (KSA) |

|                                   |         |     |         |                                                                                    |
| 20 november 2018 18:00 (UTC+6:30) | Myanmar | 0–0 | Vietnam | Thuwunnastadion, Yangon Toeschouwers: 29.954 Scheidsrechter: Khamis Al-Marri (QAT) |
| 20 november 2018 18:00 (UTC+6:30) |         |     |         | Thuwunnastadion, Yangon Toeschouwers: 29.954 Scheidsrechter: Khamis Al-Marri (QAT) |

|                                |                                                 |     |            |                                                                                      |
| 20 november 2018 18:30 (UTC+7) | Cambodja                                        | 3–1 | Laos       | Olympisch Stadion, Phnom Penh Toeschouwers: 25.085 Scheidsrechter: Nathan Chan (SIN) |
| 20 november 2018 18:30 (UTC+7) | Vathanaka 18' Mony Udom 35' (pen.) Sokhpeng 77' |     | 76' Somxay | Olympisch Stadion, Phnom Penh Toeschouwers: 25.085 Scheidsrechter: Nathan Chan (SIN) |

|                                |                                |     |          |                                                                           |
| 24 november 2018 19:30 (UTC+7) | Vietnam                        | 3–0 | Cambodja | Hàng Đẫystadion, Hanoi Toeschouwers: 14.000 Scheidsrechter: Ma Ning (CHN) |
| 24 november 2018 19:30 (UTC+7) | Linh 39' Q. Hải 41' V. Đức 61' |     |          | Hàng Đẫystadion, Hanoi Toeschouwers: 14.000 Scheidsrechter: Ma Ning (CHN) |

|                                |                                         |     |         | |
| 24 november 2018 20:30 (UTC+8) | Maleisië                                | 3–0 | Myanmar | Bukit Jalil Nationaal Stadion, Kuala Lumpur Toeschouwers: 83.777 Scheidsrechter: Alireza Faghani (IRN) |
| 24 november 2018 20:30 (UTC+8) | Norshahrul 26' Zaquan 40+1' (pen.), 88' |     |         | Bukit Jalil Nationaal Stadion, Kuala Lumpur Toeschouwers: 83.777 Scheidsrechter: Alireza Faghani (IRN) |

### Groep B
| Land       | Gsp | Win | Gel | Ver | DV | DT | +/− | Pnt |
| ---------- | --- | --- | --- | --- | -- | -- | --- | --- |
| Thailand   | 4   | 3   | 1   | 0   | 15 | 3  | +12 | 10  |
| Filipijnen | 4   | 2   | 2   | 0   | 5  | 3  | +2  | 8   |
| Singapore  | 4   | 2   | 0   | 2   | 7  | 5  | +2  | 6   |
| Indonesië  | 4   | 1   | 1   | 2   | 5  | 6  | –1  | 4   |
| Oost-Timor | 4   | 0   | 0   | 4   | 4  | 19 | –15 | 0   |

|                               |            |     |           |                                                                                           |
| 9 november 2018 20:00 (UTC+8) | Singapore  | 1–0 | Indonesië | Nationaal Stadion, Singapore Toeschouwers: 30.783 Scheidsrechter: Nguyễn Hiền Triết (VIE) |
| 9 november 2018 20:00 (UTC+8) | Hariss 37' |     |           | Nationaal Stadion, Singapore Toeschouwers: 30.783 Scheidsrechter: Nguyễn Hiền Triết (VIE) |

|                               |            |                                                          |          |                                                                                                   |
| 9 november 2018 19:00 (UTC+7) | Oost-Timor | 0–7                                                      | Thailand | Rajamangalastadion, Bangkok (Thailand) Toeschouwers: 8.764 Scheidsrechter: Nazmi Nasaruddin (MAS) |
| 9 november 2018 19:00 (UTC+7) |            | 3', 13', 31', 45', 50', 57' (pen.) Adisak 90+1' Supachai |          | Rajamangalastadion, Bangkok (Thailand) Toeschouwers: 8.764 Scheidsrechter: Nazmi Nasaruddin (MAS) |

|                                |                                              |     |            |                                                                                   |
| 13 november 2018 19:00 (UTC+7) | Indonesië                                    | 3–1 | Oost-Timor | Bung Karnostadion, Jakarta Toeschouwers: 15.138 Scheidsrechter: Aziz Asimov (UZB) |
| 13 november 2018 19:00 (UTC+7) | Alfath 60' Lilipaly 69' (pen.) Gonçalves 82' |     | 48' Gama   | Bung Karnostadion, Jakarta Toeschouwers: 15.138 Scheidsrechter: Aziz Asimov (UZB) |

|                                |              |     |           |                                                                                           |
| 13 november 2018 20:00 (UTC+8) | Filipijnen   | 1–0 | Singapore | Panaad Park and Stadium, Bacolod Toeschouwers: 4.327 Scheidsrechter: Suhaizi Shukri (MAS) |
| 13 november 2018 20:00 (UTC+8) | Reichelt 78' |     |           | Panaad Park and Stadium, Bacolod Toeschouwers: 4.327 Scheidsrechter: Suhaizi Shukri (MAS) |

|                                |                                                 |     |                             |                                                                                                 |
| 17 november 2018 18:30 (UTC+7) | Thailand                                        | 4–2 | Indonesië                   | Rajamangalastadion, Bangkok Toeschouwers: 37.570 Scheidsrechter: Mohd Amirul Izwan Yaacob (MAS) |
| 17 november 2018 18:30 (UTC+7) | Korrakot 38' Pansa 45+2' Adisak 65' Pokklaw 74' |     | 29' Zulfiandi 89' Fachrudin | Rajamangalastadion, Bangkok Toeschouwers: 37.570 Scheidsrechter: Mohd Amirul Izwan Yaacob (MAS) |

|                                |                                    |     |                                              | |
| 17 november 2018 19:30 (UTC+8) | Oost-Timor                         | 2–3 | Filipijnen                                   | Kuala Lumpurstadion, Kuala Lumpur (Maleisië) Toeschouwers: 312 Scheidsrechter: Amdillah Zainuddin (BRN) |
| 17 november 2018 19:30 (UTC+8) | Nataniel 73' (pen.) João Pedro 75' |     | 27' P. Younghusband 33' Steuble 68' De Murga | Kuala Lumpurstadion, Kuala Lumpur (Maleisië) Toeschouwers: 312 Scheidsrechter: Amdillah Zainuddin (BRN) |

|                                |            |     |              | |
| 21 november 2018 19:30 (UTC+8) | Filipijnen | 1–1 | Thailand     | Panaad Park and Stadium, Bacolod Toeschouwers: 3.522 Scheidsrechter: Nagor Amir Noor Mohamed (MAS) |
| 21 november 2018 19:30 (UTC+8) | Bedic 81'  |     | 56' Supachai | Panaad Park and Stadium, Bacolod Toeschouwers: 3.522 Scheidsrechter: Nagor Amir Noor Mohamed (MAS) |

|                                |                                                   |     |            |                                                                                                  |
| 21 november 2018 19:30 (UTC+8) | Singapore                                         | 6–1 | Oost-Timor | Nationaal Stadion, Singapore Toeschouwers: 18.408 Scheidsrechter: Mohd Amirul Izwan Yaacob (MAS) |
| 21 november 2018 19:30 (UTC+8) | Safuwan 12', 19', 90+2' Ikhsan 30', 42' Faris 90' |     | 13' Rufino | Nationaal Stadion, Singapore Toeschouwers: 18.408 Scheidsrechter: Mohd Amirul Izwan Yaacob (MAS) |

|                                |                                   |     |           |                                                                                         |
| 25 november 2018 19:00 (UTC+7) | Thailand                          | 3–0 | Singapore | Rajamangalastadion, Bangkok Toeschouwers: 29.763 Scheidsrechter: Ahmed Faisal Ali (JOR) |
| 25 november 2018 19:00 (UTC+7) | Pansa 12' Supachai 23' Adisak 89' |     |           | Rajamangalastadion, Bangkok Toeschouwers: 29.763 Scheidsrechter: Ahmed Faisal Ali (JOR) |

|                                |           |     |            |                                                                               |
| 25 november 2018 19:00 (UTC+7) | Indonesië | 0–0 | Filipijnen | Bung Karnostadion, Jakarta Toeschouwers: 15.436 Scheidsrechter: Fu Ming (CHN) |
| 25 november 2018 19:00 (UTC+7) |           |     |            | Bung Karnostadion, Jakarta Toeschouwers: 15.436 Scheidsrechter: Fu Ming (CHN) |

## Knockout-fase
|  | Halve finale | Halve finale | Halve finale | Halve finale | Halve finale |   |            | Finale   | Finale | Finale | Finale | Finale |
|  |              |              |              |              |              |   |            |          |        |        |        |        |
|  | A2           | Maleisië     | 0            | 2            | 2            |   |            |          |        |        |        |        |
|  | B1           | Thailand     | 0            | 2            | 2            |   |            |          |        |        |        |        |
|  | B1           | Thailand     | 0            | 2            | 2            |   | H1         | Maleisië | 2      | 0      | 2      |        |
|  |              |              |              |              |              |   | H1         | Maleisië | 2      | 0      | 2      |        |
|  |              | H2           | Vietnam      | 2            | 1            | 3 |            |          |        |        |        |        |
|  | B2           | H2           | Vietnam      | 2            | 1            | 3 | Filipijnen | 1        | 1      | 2      |        |        |
|  | B2           |              |              |              |              |   | Filipijnen | 1        | 1      | 2      |        |        |
|  | A1           | Vietnam      | 2            | 2            | 4            |   |            |          |        |        |        |        |

### Halve finale
|                               |          |     |          | |
| 1 december 2018 20:45 (UTC+8) | Maleisië | 0–0 | Thailand | Bukit Jalil Nationaal Stadion, Kuala Lumpur Toeschouwers: 87.545 Scheidsrechter: Ahmed Al-Kaf (OMA) |
| 1 december 2018 20:45 (UTC+8) |          |     |          | Bukit Jalil Nationaal Stadion, Kuala Lumpur Toeschouwers: 87.545 Scheidsrechter: Ahmed Al-Kaf (OMA) |

|                               |                                     |                |                                    |                                                                                        |
| 5 december 2018 19:30 (UTC+8) | Thailand Irfan 21' (e.d.) Pansa 63' | 2–2 (2–2 agg.) | Maleisië 28' Syahmi 71' Norshahrul | Rajamangalastadion, Bangkok Toeschouwers: 46.157 Scheidsrechter: Adham Makhadmeh (JOR) |
| 5 december 2018 19:30 (UTC+8) |                                     |                |                                    | Rajamangalastadion, Bangkok Toeschouwers: 46.157 Scheidsrechter: Adham Makhadmeh (JOR) |

|                               |                |     |                       |                                                                                                  |
| 2 december 2018 20:45 (UTC+8) | Filipijnen     | 1–2 | Vietnam               | Panaad Park and Stadium, Bacolod Toeschouwers: 5.489 Scheidsrechter: Abdulrahman Al-Jassim (QAT) |
| 2 december 2018 20:45 (UTC+8) | Reichelt 45+2' |     | 12' A. Đức 48' V. Đức | Panaad Park and Stadium, Bacolod Toeschouwers: 5.489 Scheidsrechter: Abdulrahman Al-Jassim (QAT) |

|                               |                                                     |                |                                |                                                                                             |
| 6 december 2018 19:30 (UTC+7) | Vietnam Nguyễn Quang Hải 83' Nguyễn Công Phượng 87' | 2–1 (4–2 agg.) | Filipijnen 89' J. Younghusband | Mỹ Đình Nationaal Stadion, Hanoi Toeschouwers: 39.580 Scheidsrechter: Hiroyuki Kimura (JPN) |
| 6 december 2018 19:30 (UTC+7) |                                                     |                |                                | Mỹ Đình Nationaal Stadion, Hanoi Toeschouwers: 39.580 Scheidsrechter: Hiroyuki Kimura (JPN) |

### Finale
|                                |                        |     |                                      | |
| 11 december 2018 20:45 (UTC+8) | Maleisië               | 2–2 | Vietnam                              | Bukit Jalil Nationaal Stadion, Kuala Lumpur Toeschouwers: 88.482 Scheidsrechter: Chris Beath (AUS) |
| 11 december 2018 20:45 (UTC+8) | Shahrul 36' Safawi 60' |     | 22' Nguyễn Huy Hùng 25' Phạm Đức Huy | Bukit Jalil Nationaal Stadion, Kuala Lumpur Toeschouwers: 88.482 Scheidsrechter: Chris Beath (AUS) |

|                                |                           |                |          |                                                                        |
| 15 december 2018 19:30 (UTC+7) | Vietnam Nguyễn Anh Đức 6' | 1–0 (3–2 agg.) | Maleisië | Mỹ Đình Nationaal Stadion, Hanoi Scheidsrechter: Alireza Faghani (IRN) |
| 15 december 2018 19:30 (UTC+7) |                           |                |          | Mỹ Đình Nationaal Stadion, Hanoi Scheidsrechter: Alireza Faghani (IRN) |

| Winnaar Zuidoost-Aziatisch kampioenschap voetbal 2018 |
| ----------------------------------------------------- |
|                                                       |
| Vietnam Tweede titel                                  |

## Toernooiranglijst

Gekwalificeerd
Niet gekwalificeerd
Geen deelname
Geen lid van de AFF

| Rank                              | Team       | Gsp | W | G | V | DV | DT | DS  |
| --------------------------------- | ---------- | --- | - | - | - | -- | -- | --- |
|                                   | Vietnam    | 8   | 6 | 2 | 0 | 15 | 4  | +11 |
|                                   | Maleisië   | 8   | 3 | 3 | 2 | 11 | 8  | +3  |
| Uitgeschakeld in de halve finales |            |     |   |   |   |    |    |     |
| 3                                 | Thailand   | 6   | 3 | 3 | 0 | 17 | 5  | +12 |
| 4                                 | Filipijnen | 6   | 2 | 2 | 2 | 7  | 7  | 0   |
| Uitgeschakeld in de groepsfase    |            |     |   |   |   |    |    |     |
| 5                                 | Myanmar    | 4   | 2 | 1 | 1 | 7  | 5  | +2  |
| 6                                 | Singapore  | 4   | 2 | 0 | 2 | 7  | 5  | +2  |
| 7                                 | Indonesië  | 4   | 1 | 1 | 2 | 5  | 6  | −1  |
| 8                                 | Cambodja   | 4   | 1 | 0 | 3 | 4  | 9  | −5  |
| 8                                 | Laos       | 4   | 0 | 0 | 4 | 3  | 12 | −9  |
| 8                                 | Oost-Timor | 4   | 0 | 0 | 4 | 4  | 19 | −15 |

## Doelpuntenmakers
8 doelpunten
- Adisak Kraisorn

5 doelpunten
- Norshahrul Idlan Talaha

4 doelpunten
- Nguyễn Anh Đức

3 doelpunten
- Zaquan Adha Radzak
- Safuwan Baharudin

- Pansa Hemviboon
- Supachai Jaided

- Nguyễn Công Phượng
- Nguyễn Quang Hải

2 doelpunten
- Chan Vathanaka
- Hlaing Bo Bo

- Patrick Reichelt
- Ikhsan Fandi

- Rufino Gama
- Phan Văn Đức

1 doelpunt
- Keo Sokpheng
- Prak Mony Udom
- Alfath Fathier
- Beto Gonçalves
- Fachrudin Aryanto
- Stefano Lilipaly
- Zulfiandi
- Phithack Kongmathilath
- Phouthone Innalay
- Somxay Keohanam
- Safawi Rasid

- Shahrul Saad
- Syahmi Safari
- Aung Thu
- Htet Phyoe Wai
- Maung Maung Lwin
- Sithu Aung
- Than Htet Aung
- Jovin Bedic
- Carli de Murga
- Martin Steuble
- James Younghusband

- Phil Younghusband
- Faris Ramli
- Hariss Harun
- Korrakot Wiriyaudomsiri
- Pokklaw Anan
- João Pedro
- Nataniel Reis
- Nguyễn Huy Hùng
- Nguyễn Tiến Linh
- Phạm Đức Huy

Eigen doelpunt
- Irfan Zakaria (tegen Thailand)